# حمادي عمر
حمادي عمر قرية في منطقة سلمية في محافظة حماة وتبعد عن مدينة سلمية حوالي 40 كم شرقاً وتتبع إدارياً إلى ناحية سلمية.

## روابط خارجية
- حمادي عمر - موقع محافظة حماة